# De Herder (Medemblik)
De Herder is een in 1989 gebouwde achtkante, met riet gedekte stellingmolen en staat in Medemblik. Het is een bovenkruier en heeft twee koppel maalstenen. Tot 1947 stond op dezelfde plek een eerdere molen die werd afgebroken. Bij de bouw van de nieuwe molen gebruik gemaakt van diverse oude onderdelen van elders, zo is de houten achtkant afkomstig van een molen die in 1695 werd gebouwd in Wormer en vanaf 1904 in Willeskop dienst als oliemolen. In 1986 is deze molenromp naar Medemblik gehaald, de grote houten balken konden worden gereviseerd en hergebruikt.
Met de molen wordt op vrijwillige basis graan gemalen, hij is van april tot oktober regelmatig te bezichtigen. In de wintermaanden is alleen de molenwinkel geopend. De molen is op basis van de oude onderdelen die hij bevat geregistreerd als rijksmonument.
Het kruiwerk loopt op houten rollen.
De molen is in 2023/2024 gerestaureerd, met name de kap, de wieken en de staart. 